# Pamela Petrarolo
Pamela Petrarolo (Roma, 10 novembre 1976) è una cantante e showgirl italiana.
Nota soprattutto nella prima metà degli anni novanta durante la partecipazione al programma televisivo di Canale 5 e Italia 1 Non è la Rai, sull'onda del successo ha pubblicato due album musicali per l'etichetta RTI Music (Io non vivo senza te, 1994 e Niente di importante, 1995).

## Biografia

### Gli esordi e il successo
Esordisce in TV partecipando alle edizioni di Domenica in guidate da Gianni Boncompagni e Irene Ghergo tra il 1989 e il 1991, all'interno della quale, appena tredicenne, presenta un gioco per bambini. Dalla stagione 1991-1992 prende parte a Non è la Rai su Canale 5, programma diretto anch'esso da Boncompagni e la Ghergo, dove rimane per tutte e quattro le edizioni, ottenendo un discreto successo e partecipando a tutti gli spin off del programma tra cui l'estivo Bulli & pupe, condotto da Paolo Bonolis. A Non è la RAI, dopo aver cantato per una stagione in playback tramite la voce di una vocalist (le sue esibizioni erano centrate soprattutto sul ballo), inizia a interpretare con la sua voce pezzi molto impegnativi di repertorio soul (soprattutto di Aretha Franklin), quali Respect, (I Can't Get No) Satisfaction, Born to Be Alive. Nel febbraio del 1994 esce il suo primo album da solista, Io non vivo senza te, che contiene alcuni dei pezzi da lei cantati in trasmissione, tutte cover in inglese tranne una canzone di Raffaella Carrà, che dà il titolo all'album. L'album, uscito nel momento di massima popolarità del programma, vende circa trentamila copie, segnalandosi tra i debutti più fortunati dell'anno. L'anno successivo, durante l'ultima stagione di Non è la Rai, viene promossa coreografa con l'aiuto di altre due ragazze, Federica Addari e Chiara Caputo. Sempre nel 1995 pubblica il suo secondo disco, Niente di importante, un album di inediti in italiano (tranne la cover di Whole Lotta Shakin' Goin' On). Altri suoi brani sono stati pubblicati nelle compilation del programma insieme ad altre canzoni interpretate durante la trasmissione da altre ragazze. Pochi giorni prima della chiusura di Non è la Rai, nel 1995, partecipa a Un disco per l'estate insieme ad alcune ragazze di Non è la RAI cantando i brani Luglio e Sei diventata nera, e prende parte ad un tour in tutta Italia.
Nel 1997, per via di una malattia che la costringe al riposo per parecchio tempo, decide di ritirarsi temporaneamente dal mondo dello spettacolo, comparendo sul piccolo schermo soltanto in occasione di una puntata del Maurizio Costanzo Show Uno contro tutti incentrata su Ambra Angiolini.

### Anni duemila
Nel 2001 ha preso parte alla trasmissione commemorativa Non era la Rai, su Italia 1, dove fu anche trasmessa una parte del suo matrimonio con Gianluca Pea, celebratosi nell'estate di quell'anno. I due hanno poi avuto una figlia, Alice, nel 2003, seguita del 2016 dalla secondogenita Angelica. Sempre nel 2001 ha lavorato per Rai International nel programma Passioni d'amore, dove ricoprì il ruolo di inviata, trasmesso anche da Rai 2 nel 2006. In quello stesso anno è stata inviata anche per la trasmissione Villaggio Vip: istruzioni per l'uso e per l'abuso, in onda sulla piattaforma Stream. Nel 2003 fu invece protagonista di un mediometraggio dal titolo Carrozzelle felici, diretta da Walter Garibaldi. Nel 2005 ha debuttato come attrice teatrale con uno spettacolo di Walter Garibaldi dal titolo Mary, Pam, Sasha Show. Nello stesso anno ha preso parte allo speciale Non è la RAI - Speciale, in onda su Happy Channel, programma che, come il precedente Non era la RAI, propose interviste e ricordi dello storico programma di Italia 1. Tornò a calcare le scene teatrali nel gennaio del 2006 con La fortuna vien dal cielo, alla vigilia del suo ingresso, nel febbraio del 2006, nella terza edizione del reality La fattoria, in onda su Canale 5, venendo eliminata nel corso della quinta puntata con il 55% dei voti. Subito dopo ha registrato un brano dal titolo Tomato de amor che, pur non trovando sbocco nei negozi, è stato promosso dalla cantante nelle emittenti radiofoniche e in numerose serate. Il singolo è stato prodotto dall'etichetta Media Records. Nel dicembre 2006 ha partecipato al programma Libero condotto da Alessandro Siani per Rai 2 e, insieme ad altre dodici ex ragazze di Non è la Rai, ha posato per un calendario 2007. Dal 2008, proseguendo studi teatrali, ha partecipato a diversi spettacoli per le scene: Arrivederci, forse, mai, Nostos e Ma il cielo è sempre più blu, quest'ultimo del 2009. Nella stagione televisiva 2009/2010 prende parte a molte puntate di Domenica Cinque, programma condotto da Barbara D'Urso, eseguendo alcune canzoni (tra cui Cicale di Heather Parisi, Milord di Milva e Believe di Cher).

### Anni duemiladieci e duemilaventi
Nel 2010 ha partecipato al veglione televisivo di Canale 5 Capodanno Cinque, condotto da Barbara D'Urso, in occasione del Capodanno 2010/2011, per poi partecipare frequentemente come ospite nelle stagioni a venire in numerose trasmissioni televisive tra cui Mattino Cinque, Pomeriggio Cinque, I migliori anni, Le amiche del sabato ed Unomattina, Studio 5. Nel 2013 ha posato per un calendario benefico contro la violenza per le donne assieme ad altre showgirls del mondo dello spettacolo. Il 12 ottobre 2016 è stata ospite in prima serata su Italia 1 della trasmissione Bring the Noise, condotta da Alvin. Nel 2017 è spesso ospite e opinionista di Barbara D'Urso a Pomeriggio Cinque. Dopo diverse collaborazioni musicali con il progetto "Affatto Deluse", con cui ha inciso vecchi brani cantati a Non è la Rai, il 15 maggio 2018 pubblica una cover di Please Don't Go su etichetta GigaMusic Records / Halidon S.r.l., distribuzione digitale Believe. Il singolo in sole 24 h arriva alla 17ª posizione dei singoli più venduti, confermando l'affetto immutato dei numerosi fans della cantante. L'11 ottobre del 2018 ha pubblicato il brano Vivere a metà, scritta dal cantautore Nicola Lombardo, anch'esso per l'etichetta discografica GigaMusic/Halidon; si tratta del primo singolo estratto dal suo terzo album in studio, A metà, uscito il successivo 19 ottobre a distanza di ventitré anni dal precedente disco. Il disco a 48h dall'uscita raggiunge la 7ª posizione nei dischi più venduti. Il 16 maggio 2019 torna su Canale 5 in veste di giudice nel programma All Together Now. Il 29 novembre 2019 esce il secondo singolo dell album A metà dal titolo Fammi sognare. 
Il 7 dicembre 2020 esce il singolo Futura dedicato alla figlia appena nata. Il 21 febbraio esce su tutte le piattaforme musicali una versione acustica del singolo A metà arrangiata da Stefano Acqua. L'8 marzo 2021 esce l'ep Futura su tutte le piattaforme musicali. Il 1º maggio 2021 esce su tutte le piattaforme streaming il singolo Fammi sognare remix. Il 9 settembre 2021, in occasione dei 30 anni di Non è la rai, vengono pubblicati dalle Affatto Deluse due singoli, una versione di Vorrei la pelle nera e Niente di importante live. Il 7 maggio 2022 esce su tutte le piattaforme musicali il singolo Maledetta primavera. Dal 16 maggio dello stesso anno partecipa come concorrente alla sedicesima edizione de L'isola dei famosi, venendo eliminata nel corso della semifinale. Il giorno successivo viene pubblicata la sua cover del brano 50 Special dei Lùnapop. A settembre 2024 è tra le concorrenti della diciottesima edizione del Grande Fratello, condotta da Alfonso Signorini, formando un unico concorrente con due altre ex ragazze di Non è la Rai, Eleonora Cecere e Ilaria Galassi.

## Discografia

### Album in studio
- 1994 – Io non vivo senza te (RTI Music)
- 1995 – Niente di importante (RTI Music)
- 2018 – A metà (GigaMusic Records, distribuzione Halidon)

### Singoli
- 2006 – Tomato De Amor[1]
- 2018 – Please Don't Go
- 2018 – Vivere a metà
- 2019 – Fammi sognare
- 2020 – Futura
- 2021 – La pelle nera
- 2021 – Niente di importante (Live)
- 2022 – Maledetta primavera
- 2022 – 50 Special
- 2023 – More Than a Half
- 2023 – Respect (30th Anniversary of Singing Debut)
- 2023 – Bella señorita (The Fuzzy Dice feat. Pamela Petrarolo)
- 2024 – Sola tu mi vuoi (con Eleonora Cecere e Ilaria Galassi)
- 2025 – Fuori di Testa

### Partecipazioni
- 1993 – Non è la Rai 2 con le canzoni Respect, Hold On, I'm Comin' e You Make Me Feel like a Natural Woman.
- 1993 – Non è la Rai sTREnna con la canzone When Something Is Wrong with My Baby.
- 1994 – Non è la Rai estate con le canzoni La pelle nera, Don't Play That Song e Fa fa fa fa.
- 1994 – Non è la Rai novanta5 con la canzone Another Night.
- 1995 – Non è la Rai gran finale con la canzone Show Me Your Friends.
- 2015 – Affatto Deluse: Che Programma! con la canzone I Say A Little Prayer.
- 2015 – Affatto Deluse: Che Strenna! con la canzone Anyone Who Had A Heart.
- 2016 – Affatto Deluse: Che Estate! con la canzone Tragedy.
- 2016 – Noi, le 100 Ragazze: 25º Anniversario NELR by Affatto Deluse con la canzone Io non vivo senza te.
- 2017 – Ciao Gianni! by Affatto Deluse con la canzone Io non vivo senza te.
- 2017 – Noi, le 100 Ragazze: Che Natale! by Affatto Deluse con nuove incisioni delle canzoni I Say A Little Prayer e Anyone Who Had A Heart.
- 2018 – Noi, le 100 Ragazze: Che Vacanze! by Affatto Deluse con le canzoni California in duetto con Emanuela Panatta e Soul Man in duetto con Eleonora Cecere.

## Teatro
- Mary, Pam, Sasha Show, regia di Walter Garibaldi (2005)
- La fortuna vien dal cielo, regia di Antonio Losito (2006)
- Arrivederci forse mai, regia di Claudio Boccacini (2008)
- Nostos, regia di Claudio Boccacini (2008)
- Il cielo è sempre più blu, regia di Claudio Boccacini (2009)
- Persone, regia di Emanuela Panatta (2012)
- Rewind, regia di Luigi Galdiero (2016-2017)

## Filmografia
- Carrozzelle felici, regia di Walter Garibaldi – mediometraggio (2003)

## Programmi televisivi
- Domenica in (Rai 1, 1990-1991) - figurante
- Non è la Rai (Canale 5, 1991-1993; Italia 1, 1993-1995)
- Primadonna (Italia 1, 1991)
- Capodanno con Canale 5 (Canale 5, 1991-1992, 1992-1993)
- Serata d'amore per San Valentino (Canale 5, 1992)
- Carnevale con Canale 5 (Canale 5, 1992)
- La notte della bellezza (Canale 5, 1992)
- La grande festa di Non è la Rai (Canale 5, 1992)
- Bulli & pupe (Canale 5, 1992)
- Rock & Roll (Italia 1, 1993)
- Villaggio VIP: istruzioni per l'uso e per l'abuso (Stream TV, 2001) - inviata
- Passioni d'amore (Rai International, 2001) - inviata
- Non era la Rai (Italia 1, 2001)
- Non è la Rai Speciale (Happy Channel, 2005)
- La fattoria (Canale 5, 2006) - concorrente
- Libero (Rai 2, 2006) - ballerina
- Domenica Cinque (Canale 5, 2009-2011) - ospite ricorrente
- Pomeriggio Cinque (Canale 5, 2017) - opinionista ricorrente
- All Together Now (Canale 5, 2019) - giurata del muro
- L'isola dei famosi (Canale 5, 2022) - concorrente
- Grande Fratello (Canale 5, 2024-2025) - concorrente